# Lijst van voetbalinterlands Canada - Zweden (vrouwen)
Deze lijst van voetbalinterlands is een overzicht van alle officiële voetbalinterlands tussen de nationale vrouwenteams van Canada en Zweden. De landen hebben tot nu toe 24 keer tegen elkaar gespeeld.

## Wedstrijden
| №  | Plaats              | Datum            | Competitie                              | Wedstrijd       | Uitslag            |
| -- | ------------------- | ---------------- | --------------------------------------- | --------------- | ------------------ |
| 1  | Blaine              | 5 juli 1987      | Vriendschappelijk                       | Zweden − Canada | 2 − 0              |
| 2  | Guangzhou           | 8 juni 1988      | FIFA Women's Invitation Tournament 1988 | Zweden − Canada | 1 − 0              |
| 3  | Ottawa              | 3 augustus 1994  | Vriendschappelijk                       | Canada − Zweden | 0 − 3              |
| 4  | Montréal            | 5 augustus 1994  | Vriendschappelijk                       | Canada − Zweden | 1 − 2              |
| 5  | Silves              | 13 maart 2001    | Algarve Cup 2001                        | Zweden − Canada | 5 − 2              |
| 6  | Linköping           | 10 juni 2001     | Vriendschappelijk                       | Zweden − Canada | 5 − 2              |
| 7  | Ferreiras           | 16 maart 2003    | Algarve Cup 2003                        | Zweden − Canada | 1 − 1              |
| 8  | Portland            | 5 oktober 2003   | WK 2003                                 | Zweden − Canada | 2 − 1              |
| 9  | Shenzhen            | 1 februari 2004  | Four Nations Tournament 2004            | Zweden − Canada | 3 − 1              |
| 10 | Solna               | 28 mei 2005      | Vriendschappelijk                       | Zweden − Canada | 3 − 1              |
| 11 | Blaine              | 18 juli 2006     | Vriendschappelijk                       | Canada − Zweden | 4 − 2              |
| 12 | Peking              | 12 augustus 2008 | Olympische Spelen 2008                  | Zweden − Canada | 2 − 1              |
| 13 | Chongqing           | 25 januari 2011  | Four Nations Tournament 2011            | Canada − Zweden | 1 − 0              |
| 14 | Palestrina          | 2 april 2011     | Vriendschappelijk                       | Zweden − Canada | 1 − 0              |
| 15 | Phoenix             | 22 november 2011 | Vriendschappelijk                       | Canada − Zweden | 2 − 1              |
| 16 | Malmö               | 31 maart 2012    | Vriendschappelijk                       | Zweden − Canada | 3 − 1              |
| 17 | Newcastle upon Tyne | 31 juli 2012     | Olympische Spelen 2012                  | Canada − Zweden | 2 − 2              |
| 18 | Los Angeles         | 24 november 2014 | Vriendschappelijk                       | Canada − Zweden | 1 − 0              |
| 19 | Los Angeles         | 26 november 2014 | Vriendschappelijk                       | Canada − Zweden | 1 − 1              |
| 20 | Trelleborg          | 6 april 2017     | Vriendschappelijk                       | Zweden − Canada | 0 − 1              |
| 21 | Parchal             | 28 februari 2018 | Algarve Cup 2018                        | Canada − Zweden | 1 − 3              |
| 22 | São João da Venda   | 6 maart 2019     | Algarve Cup 2018                        | Canada − Zweden | 0 − 0 (n.p. 6 - 5) |
| 23 | Parijs              | 24 juni 2019     | WK 2019                                 | Zweden − Canada | 1 − 0              |
| 24 | Tokio               | 5 augustus 2021  | Olympische Spelen 2020                  | Zweden − Canada | 1 − 1 (n.p. 2 - 3) |

## Samenvatting
| Competitie                         | Totaal gespeeld | Winst Canada | Gelijk | Winst Zweden | Doelsaldo Canada – Zweden |
| ---------------------------------- | --------------- | ------------ | ------ | ------------ | ------------------------- |
| WK-eindronde                       | 2               | 0            | 0      | 2            | 1 − 3                     |
| Olympische Spelen                  | 3               | 0            | 2      | 1            | 4 − 5                     |
| FIFA Women's Invitation Tournament | 1               | 0            | 0      | 1            | 0 − 1                     |
| Algarve Cup                        | 4               | 0            | 2      | 2            | 4 − 9                     |
| Four Nations Tournament            | 2               | 1            | 0      | 1            | 2 − 3                     |
| Vriendschappelijk                  | 12              | 4            | 1      | 7            | 14 − 23                   |
| Totaal                             | 24              | 5            | 5      | 14           | 25 − 44                   |

CSA · A-internationals · Canadees mannenelftal
1986 – 1989 · 1990 – 1999 · 2000 – 2009 · 2010 – 2019 · 2020 – 2029
Argentinië ·
Australië ·
België ·
Brazilië ·
Chili ·
China ·
Colombia ·
Costa Rica ·
Cuba ·
Denemarken ·
Duitsland ·
Ecuador ·
El Salvador ·
Engeland ·
Finland ·
Frankrijk ·
Ghana ·
Griekenland ·
Guatemala ·
Guyana ·
Haïti ·
Hongarije ·
Hongkong ·
Ierland ·
IJsland ·
Italië ·
Ivoorkust ·
Jamaica ·
Japan ·
Kameroen ·
Marokko ·
Mexico ·
Nederland ·
Nieuw-Zeeland ·
Nigeria ·
Noord-Korea ·
Noorwegen ·
Panama ·
Paraguay ·
Polen ·
Portugal ·
Puerto Rico ·
Rusland ·
Saint Kitts en Nevis ·
Schotland ·
Singapore ·
Sovjet-Unie ·
Spanje ·
Taiwan ·
Trinidad en Tobago ·
Tsjechië ·
Uruguay ·
Verenigde Staten ·
Wales ·
Zimbabwe ·
Zuid-Afrika ·
Zuid-Korea ·
Zweden ·
Zwitserland